# Patrick Joubert
Patrick Joubert est un entrepreneur français, spécialiste du cloud computing, de l’intelligence artificielle et des technologies deeptech. Il est notamment connu pour avoir fondé plusieurs start-up technologiques telles que Beamap, Recast.AI, Ponicode et Rippletide. Ces entreprises ont marqué l’écosystème tech par leur approche innovante, leur dimension industrielle et, pour certaines, leur acquisition par des groupes majeurs comme Sopra Steria, SAP ou CircleCI.

## Biographie

### Formation et débuts professionnels
Patrick Joubert est diplômé d’un DESS en pharmacologie et informatique de l’Université de Poitiers. Il a également obtenu un Executive MBA à HEC Paris et a suivi un programme en entrepreneuriat au Babson College (Massachusetts, États-Unis). Il commence sa carrière dans le conseil informatique, notamment dans le secteur bancaire.

### Parcours entrepreneurial
En 2011, il fonde Beamap, un cabinet de conseil spécialisé dans la transformation cloud des entreprises. Beamap est acquis par le groupe français Sopra Steria en 2014.
En 2015, il cofonde Recast.AI avec Jasmine Anteunis, Paul Renvoisé et Julien Blancher. La start-up développe une plateforme de création de chatbots reposant sur le traitement automatique du langage naturel (TALN). Hébergée à Station F, Recast.AI devient la première start-up de ce campus à être acquise, lorsque SAP la rachète en mars 2018 pour intégrer sa suite Leonardo AI,.
En 2019, Patrick Joubert lance Ponicode, une solution d’intelligence artificielle dédiée aux développeurs, permettant de générer automatiquement des tests unitaires. En 2020, suite à une levée de fonds de 3 millions d’euros, Ponicode revendique plus de 5000 utilisateurs sur sa plateforme alors encore en bêta. Ponicode est la seconde entreprise de Patrick Joubert à rejoindre la communauté Microsoft AI Factory à Station F. Ponicode est rachetée par l’américain CircleCI en 2022. 
En février 2024, il fonde Rippletide avec Yann Bilien, une start-up française qui ambitionne de bâtir une intelligence artificielle générale verticalisée pour les ventes (« AGI for Sales »). Rippletide propose en 2024 un agent conversationnel capable de transcrire, synthétiser et recommander des actions à partir de réunions. L’entreprise revendique en 2025 un second agent IA capable d’engager, qualifier et conclure des processus de vente de manière autonome. De premiers clients français et américains sont équipés dès 2025 sur des segments auparavant non rentables pour les forces de vente humaines .